# Million Dollar Mermaid
Million Dollar Mermaid (no br e em pt: : A Rainha do Mar ) é um filme norte-americano de 1952. Foi dirigido por Mervyn LeRoy e produzido por Arthur Hornblow, Jr., com roteiro de Everett Freeman. A trilha sonora foi de Adolph Deutsch, a fotografia por George J. Folsey e as coreografias de Busby Berkeley.

## Sinopse
É um filme biográfico musical da vida da estrela de natação australiana Annette Kellerman.
Esther Williams interpreta a nadadora australiana Annette Kellerman, pioneira em números de balé aquático, que promoveu o maiô de uma peça e o espetáculo de atuar em um tanque. Victor Mature, no papel de James Sullivan, corteja-a neste filme biográfico muito fictício.

## Elenco
| Ator/Atriz      | Personagem                    |
| --------------- | ----------------------------- |
| Esther Williams | Annette Kellerman             |
| Victor Mature   | James Sullivan                |
| Walter Pidgeon  | Frederick Kellerman           |
| David Brian     | Alfred Harper                 |
| Donna Corcoran  | Annette Kellerman aos 10 anos |
| Jesse White     | Doc Cronnol                   |
| Maria Tallchief | Pavlova                       |
| Howard Freeman  | Aldrich                       |
| Charles Watts   | Policial em Revere Beach      |
| Wilton Graff    | Garvey, o Produtor            |
| Frank Ferguson  | Procurador de Boston          |
| James Bell      | Juiz de Boston                |
| James Flavin    | Condutor do trem              |
| Willis Bouchey  | Diretor de cinema             |

## Principais prêmios e indicações
- 1953: George Best J. Folsey - Indicado ao Oscar de Melhor Fotografia.